# Ben Drinkwater
Reuben Thomas Drinkwater, detto Ben (Rochdale, 13 febbraio 1910 – Isola di Man, 13 giugno 1949), è stato un pilota motociclistico britannico, che ha gareggiato nel Tourist Trophy.

## Carriera
Dopo aver gareggiato nel Manx Grand Prix del 1946, Drinkwater si ripresentò l'anno successivo al Tourist Trophy, arrivando terzo nella gara delle Lightweight TT classe 250, vinta da Manliff Barrington.
Nel 1949 si iscrisse alla gara Junior TT classe 350, valida come prima prova del neonato Motomondiale. Durante la gara, finì contro un terrapieno per evitare un altro concorrente a Cronk Bane, vicino all'undicesima pietra miliare del percorso, e morì per le ferite riportate. La caratteristica "S" del circuito, teatro dell'incidente, è stata ribattezzata "Curva Drinkwater" in sua memoria.

## Risultati nel motomondiale
| 1949 | Classe | Moto   |     |  |  |  |  |  | Punti | Pos. |
| ---- | ------ | ------ | --- |  |  |  |  |  | ----- | ---- |
| 1949 | 350    | Norton | Rit |  |  |  |  |  | 0     |      |

| Legenda | 1º posto        | 2º posto            | 3º posto            | A punti      | Senza punti        | Grassetto – Pole position Corsivo – Giro più veloce |
| Legenda | Gara non valida | Non qual./Non part. | Ritirato/Non class. | Squalificato | '-' Dato non disp. | Grassetto – Pole position Corsivo – Giro più veloce |